# Igołomia-Wawrzeńczyce
Igołomia-Wawrzeńczyce è un comune rurale polacco del distretto di Cracovia, nel voivodato della Piccola Polonia.
Ricopre una superficie di 62,59 km² e nel 2004 contava 7 629 abitanti.